# Chantonnay
Chantonnay és un municipi francès situat al departament de Vendée i a la regió de País del Loira. L'any 2007 tenia 8.040 habitants.

## Demografia

### Població
El 2007 la població de fet de Chantonnay era de 8.040 persones. Hi havia 3.267 famílies de les quals 963 eren unipersonals (417 homes vivint sols i 546 dones vivint soles), 1.041 parelles sense fills, 1.042 parelles amb fills i 221 famílies monoparentals amb fills.
La població ha evolucionat segons el següent gràfic:
Habitants censats

### Habitatges
El 2007 hi havia 3.675 habitatges, 3.327 eren l'habitatge principal de la família, 136 eren segones residències i 212 estaven desocupats. 3.074 eren cases i 580 eren apartaments. Dels 3.327 habitatges principals, 2.295 estaven ocupats pels seus propietaris, 976 estaven llogats i ocupats pels llogaters i 56 estaven cedits a títol gratuït; 52 tenien una cambra, 200 en tenien dues, 506 en tenien tres, 951 en tenien quatre i 1.618 en tenien cinc o més. 2.423 habitatges disposaven pel capbaix d'una plaça de pàrquing. A 1.543 habitatges hi havia un automòbil i a 1.427 n'hi havia dos o més.

### Piràmide de població
La piràmide de població per edats i sexe el 2009 era:
| Homes | Edats   | Dones |
| ----- | ------- | ----- |
| 0     | 95 o +  | 4     |
| 4     | 90 a 94 | 48    |
| 40    | 85 a 89 | 84    |
| 44    | 80 a 84 | 56    |
| 116   | 75 a 79 | 208   |
| 116   | 70 a 74 | 192   |
| 184   | 65 a 69 | 168   |
| 188   | 60 a 64 | 228   |
| 184   | 55 a 59 | 204   |
| 244   | 50 a 54 | 200   |
| 292   | 45 a 49 | 220   |
| 364   | 40 a 44 | 280   |
| 236   | 35 a 39 | 340   |
| 212   | 30 a 34 | 212   |
| 208   | 25 a 29 | 208   |
| 272   | 20 a 24 | 208   |
| 297   | 15 a 19 | 281   |
| 288   | 10 a 14 | 264   |
| 264   | 5 a 9   | 236   |
| 156   | 0 a 4   | 200   |

## Economia
El 2007 la població en edat de treballar era de 5.139 persones, 3.838 eren actives i 1.301 eren inactives. De les 3.838 persones actives 3.508 estaven ocupades (1.957 homes i 1.551 dones) i 330 estaven aturades (117 homes i 213 dones). De les 1.301 persones inactives 465 estaven jubilades, 453 estaven estudiant i 383 estaven classificades com a «altres inactius».

### Ingressos
El 2009 a Chantonnay hi havia 3.423 unitats fiscals que integraven 8.173 persones, la mediana anual d'ingressos fiscals per persona era de 16.126 €.

### Activitats econòmiques
Dels 397 establiments que hi havia el 2007, 3 eren d'empreses extractives, 12 d'empreses alimentàries, 3 d'empreses de fabricació de material elèctric, 24 d'empreses de fabricació d'altres productes industrials, 53 d'empreses de construcció, 100 d'empreses de comerç i reparació d'automòbils, 16 d'empreses de transport, 25 d'empreses d'hostatgeria i restauració, 3 d'empreses d'informació i comunicació, 26 d'empreses financeres, 14 d'empreses immobiliàries, 46 d'empreses de serveis, 46 d'entitats de l'administració pública i 26 d'empreses classificades com a «altres activitats de serveis».
Dels 112 establiments de servei als particulars que hi havia el 2009, 1 era una oficina d'administració d'Hisenda pública, 1 gendarmeria, 2 oficines de correu, 6 oficines bancàries, 1 funerària, 12 tallers de reparació d'automòbils i de material agrícola, 2 tallers d'inspecció tècnica de vehicles, 3 autoescoles, 8 paletes, 5 guixaires pintors, 14 fusteries, 7 lampisteries, 5 electricistes, 4 empreses de construcció, 12 perruqueries, 2 veterinaris, 5 agències de treball temporal, 13 restaurants, 6 agències immobiliàries, 1 tintoreria i 2 salons de bellesa.
Dels 41 establiments comercials que hi havia el 2009, 1 era un hipermercat, 2 supermercats, 2 grans superfícies de material de bricolatge, 1 una botiga de menys de 120 m², 6 fleques, 1 una carnisseria, 1 una llibreria, 9 botigues de roba, 1 una botiga d'equipament de la llar, 4 sabateries, 2 botigues d'electrodomèstics, 1 una botiga de mobles, 3 botigues de material esportiu, 1 una perfumeria, 2 joieries i 4 floristeries.
L'any 2000 a Chantonnay hi havia 155 explotacions agrícoles que ocupaven un total de 5.712 hectàrees.

## Equipaments sanitaris i escolars
El 2009 hi havia 2 psiquiàtrics, 2 centres de salut, 4 farmàcies i 3 ambulàncies.
El 2009 hi havia 1 escola maternal i 6 escoles elementals. A Chantonnay hi havia 2 col·legis d'educació secundària i 2 liceus d'ensenyament general. Als col·legis d'educació secundària hi havia 1.160 alumnes i als liceus d'ensenyament general 933.

## Poblacions més properes
El següent diagrama mostra les poblacions més properes.